# Подвесной тренинг

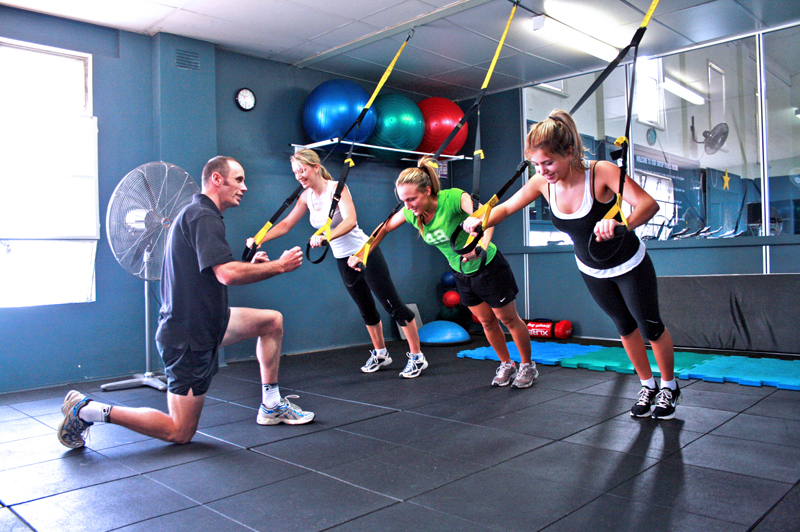
Групповой подвесной тренинг

Подвесно́й тре́нинг — разновидность силового тренинга, при котором используют подвесные системы из верёвок (или строп), позволяющих выполнять упражнения, используя в виде отягощения собственный вес человека. Упражнения подвесного тренинга одновременно тренируют и развивают силу, гибкость, вестибулярный аппарат и эластичность сухожилий и связок, окружающих сустав.

## История

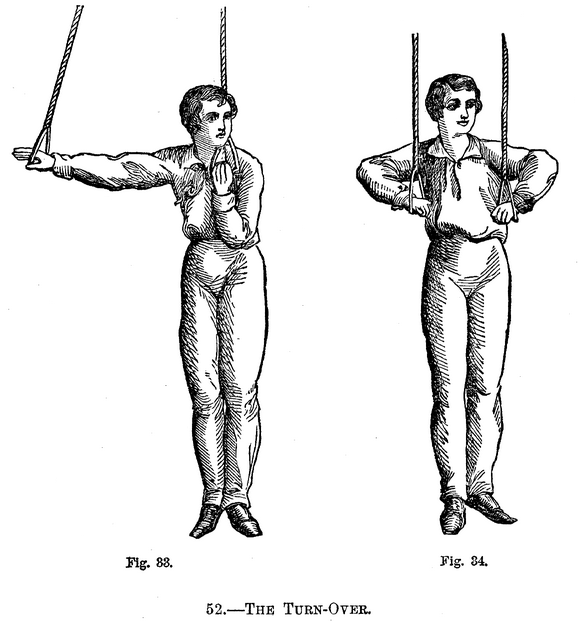
Иллюстрация из книги 1866 года «Athletic sports for boys»

Разновидности комплексов упражнений подвесного тренинга известны ещё с XIX века.
В 1997 году командир подразделения морских котиков Рэнди Хетрик находился в Юго-Восточной Азии. Хетрику нужно было скрытно, не покидая пределов склада на причале, подготовить своих людей к захвату грузового судна, взбираясь на борт по верёвкам. Подразделению Хетрика пришлось искать возможность тренировки в ограниченном пространстве, не имея спортивного инвентаря. Хэтрик был знаком с упражнениями, использующими вес тела человека и системами подготовки акробатов, однако отсутствие какого-либо инвентаря и теснота помещения заставили его искать выход. Обнаружив в ящике нейлоновые парашютные стропы, Хэтрик смастерил из них Y-образную верёвочную систему, закрепив один конец в проёме двери. Начав экспериментировать Хэтрик заинтересовал своих товарищей, которые начали давать ему советы. Изобретение Хэтрика в подразделении стали называть «гизмо» (англ. gizmo).
В 2001 году Хэтрик уволился с военной службы и закончив в 2004 году программу МБА Стэнфордского университета довел своё изобретение до промышленного прототипа. В 2004 году Хэтрик привлёк от частных инвесторов 350 тысяч американских долларов и в 2005 году в Сан-Франциско начал активные продажи своего тренажёра, который он назвал TRX (Total Resistance eXercise). В 2009—2010 годах министерство обороны США закупило 24 тысячи комплектов TRX и армейские тренеры сделали тренажёр частью физической подготовки военнослужащих.
У TRX появилось много конкурентов в различных странах: Inkaflexx, FKPro, AeroSling ELITE, Ztrainer.